# Janzé
Janzé (bretonsko Gentieg) je naselje in občina v severozahodnem francoskem departmaju Ille-et-Vilaine regije Bretanje. Leta 2008 je naselje imelo 8.114 prebivalcev.

## Geografija
Naselje leži v pokrajini Bretaniji 25 km jugovzhodno od Rennesa.

## Uprava
Janzé je sedež istoimenskega kantona, v katerega so poleg njegove vključene še občine Amanlis, Boistrudan, Brie, Corps-Nuds in Piré-sur-Seiche s 15.463 prebivalci.
Kanton Janzé je sestavni del okrožja Rennes.

## Zanimivosti
- neogotska cerkev sv. Martina iz 19. stoletja,
- menhirja Belle-Vue in la Pierre des Fées.